# Gülruh Hatun
Gülruh Hatun (v překladu Růžový obličej) (15. století? – 1520? Bursa) byla konkubína osmanského sultána Bayezida II.

## Mládí
Za Bayezída se provdala v Amasyi. Společně s ním měla 2 děti:
- Şehzade Alemşah (zemřel 1510), guvernér Manisy[1]
- Kamerşah Sultan, provdána za Damata Mustafu Pašu.[2]

## Doprovod prince Alemşaha
Podle turecké tradice, všichni princové byli pověřeni, aby pracovali jako guvernéři provincií jako součást jejich výcviku k vládě. Když byl roce 1502 její syn Şehzade Alemşah vyslán do Manisy, tak ho doprovázela. Hrála důležitou roli v ochraně svého syna před manipulací členů jeho sultánského doprovodu a zajistila, aby sultán nebyl ovlivněn svým okolím a tím nebylo zneužito jeho postavení v Manise, jednala tak podle instrukcí sultána, přesto se vyskytly problémy, ze kterých vinila princův sedmičlenný doprovod, včetně jeho vychovatele, lékaře a učitele. Obvinila je z toho, že přiměli Şehzada Alemşaha k nadměrnému pítí alkoholu, aby ho mohli přesvědčit k sankcím proti zákonům sultána i proti islámu.
Obávala se o Alemşahovo zdraví, jeho měsíční zotavení ze záchvatu, kdy již nebyl schopen rozpoznat korupčení jeho doprovodu, bylo pro ní velmi těžké. Tato situace unikla sultánově pozornosti a tak státní pokladna přišla o tak velký obnos, že nedostala ani své roční stipendium. Učitel Alemşaha její nařčení odmítl a nespravedlivě ji odsoudil. Gülruh Hatun prosila sultána, aby strůjce spiknutí propustil ze služeb. Zajímala se nejen o fyzický stav a politické postavení svého syna, ale také o zachování jejích vlastních práv a postavení.

## Poslední léta života
Po odchodu do důchodu se zabývala zbožnými pracemi. Vyjednávala výstavbu vlastní hrobky nebo hrobky jejího syna. V souladu se svou rolí a postavením ve vládnoucí rodině se starala o členy sněmovny sultánova syna.